# الزوجة أول من يعلم (مسلسل)
الزوجة أول من يعلم هو مسلسل كوميدي مصري، أنتج في العام 1987، قصة وسيناريو وحوار نبيل عصمت وإخراج فايز حجاب، بطولة ميرفت أمين وحسين فهمي وسناء يونس وأبو بكر عزت وصلاح السعدني وجميل راتب وزهرة العلا وشهيرة وهدى رمزي ويدور حول إنشاء مجموعة من الأصدقاء شركة خاصة بهم بدون علم زوجاتهم ويقومون بتعين سكرتيرة شابة لتنظيم العمل به.

## بطولة
| - حسين فهمي: سامي - ميرفت أمين: سلوى / سالي - شهيرة: منى زوجة نبيه - أبو بكر عزت: عبد السلام - صلاح السعدني: نبيه | - جميل راتب: بسيوني - زهرة العلا: جمالات زوجة بسيوني - سناء يونس: رتيبة زوجة عبد السلام - هدى رمزي: نجوى أخت سامي - فايزة كمال: داليا أبنة بسيوني | - نادر نور الدين: هشام أبن بسيوني - ممدوح وافي: وجدي زميل نجوى - سيد صادق: متولي - مصطفى الكواوي: عطا | - إحسان القلعاوي: عطيات - قريبة سلوى - فيفي يوسف: مدام ماري - ضيفة شرف - وداد حمدي: بهانة - ضيفة شرف - إعتدال شاهين: والدة منى |

أشترك في التمثيل:
هانم محمد: أم سلوى - محمد عبد المجيد - محب كاسر - سميحة محمد:أم سطوحي - نرمين - وسيلة حسين - نصر حماد - سوزان حامد - سمير رستم:فراش شركة الكمبيوتر - فتحي سليمان - سيد غريب - ثريا عز الدين - فاطمة فايد - مهدي عباس - داليا فاروق - محمد القاضي - مدحت غالي:مدير شركة الكمبيوتر - أمين عنتر - فاطمة وجدي - هيام عبد اللطيف - سيد دعبس - محمود طاهر - زيزي الباز - يوسف حسين - عواطف عبد الفتاح - محمد عتريس:زبون الفندق - محمد أبو داوود: فهمي - توفيق الكردي - كمال الزيني:د.أحمد - حسين الشريف:ظابط شرطة - حسن رافت - حسن مصطفى علي - عبد المنعم عبد الرحمن:صاحب محل ملابس - سيد عبد الفتاح - محمود الحفناوي:سطوحي - سمير حجاج - فاروق علي - عبد المنعم النمر - عفيفي الحمامصي - نصر سيف - مصطفى توفيق